# 天狗礫

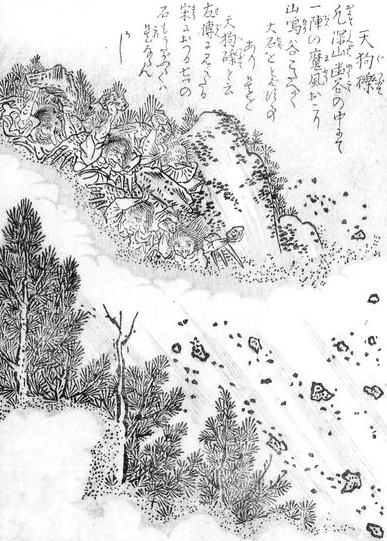
鳥山石燕『今昔百鬼拾遺』より「天狗礫」

天狗礫（てんぐつぶて）とは、石が空から突然降ってくるという現象。

## 伝承
まるでどこかから投げられたようでいて、どこから飛んできたのか分からないところから、天狗が投げた石つぶてではないかなどと言われる。天狗が人々に素行の悪さを悔い改めさせようとしているともいい、狐狸の仕業ともいわれる。
この石に当たったものは病気になる、この怪異に遭遇すると不猟になるなどの伝承もある。

## 事例
石川県加賀市の怪談集『聖城怪談録』には、大聖寺町（現・加賀市）で大聖寺神社の神主が体験した天狗礫の怪異がある。空から石が降ってくるが、足元を見ると地面に落ちたはずの石はなく、川に石が落ちたような波紋ができるものの、やはり石自体は見えないという、不思議な現象だったという。
また郷土史家・森田平次の著書『金沢古蹟志』によると同じく石川県、百万石の城下町・金沢市の市中繁華街にも天狗礫が現れたと言う。宝暦5年（1755年）3月、尾張町、今町に昼夜を問わず礫を打つことが甚だしく、それが止まらないために天狗の仕業といわれ、その後も頻繁に続いたという。
嘉永7年（1854年）には、江戸の麹町の卵商人の家に盛んに天狗礫が起きたという。少ないときでも20個から30個、多いときでは50から60個もの小石がどこからか飛んで来るといった有様で、屋根に登って石を投げる者を見極めようとすると、石は背後から飛んでくるので、相手が背後にいるかと思い後ろを振り向くと、今度は反対側から石が飛んで来たという。さらに不可解なことに、石が人に当たっても、確かに当たった感触があるにもかかわらず、体には一切傷が残らなかったという。その家は次第に不思議な家として見物人が増え、町方同心たちが見回りを強化すると、次第に飛んで来る石の数は減り、ある日を境にこの現象は完全に消え失せたという。
錦絵新聞『東京絵入新聞』明治9年（1876年）3月14日の記事には、屋外ではなく家の中に天狗礫が起きたという事例がある。同月10日に中村繁次郎という男の家の中で、正午頃から急に石が降り始め、1時間ほど降り続けた。繁次郎は驚いたものの、病床にある父を心配させたくない思いと、世間に知られたくないとの思いから、このことを敢えて話題にせず、降ってきた石を神棚に上げ、酒や食べ物を供えて妻とともに怪異の鎮まるのを祈った。すると神棚の石はいつの間にか消え、さらに激しく石が降り始めた。繁次郎は刀を振るって見えない敵を威嚇したものの、効果はなく、この日を境に毎日同時刻に石が降るようになった。やむを得ず繁次郎は警察に届け、巡査が家を訪れたところ、巡査の目の前でも石の降る怪異は起きた。その内に噂が広まって見物人が押し寄せてきた。そんな中を小林長永という人力車夫が現れ、自分が狐狸を追い払う祈祷を行い、それで効果がなければ専門の先生を紹介すると申し出たので、繁次郎は喜んで同意した。この祈祷の効果については、『東京絵入新聞』には記載されていない。
『遠野物語』に2本の尾を持った大狐が石を夜な夜な降らした話が記述されている（その狐は捕えられた）。
『三代実録』に9世紀末頃の秋田城に石鏃が降ってきた話が記述されている（当時は人の手によるものと捉えられず、天神が雷と共に落としたものと見られた）。
不思議な現象を紹介するサイトX51.ORGに、南アフリカで石の雨に降られた女性の話が紹介されている。

## 備考
- 飛礫を人為ならざる現象とする考え方は、白河天皇期（11世紀）にはみられ、僧兵による強訴では神意をあらわすものとして飛礫が飛んだとされる[7]。飛礫を神事とかかわるものとする考え方については、「印地」の行事を参照。
- 『宝物集』（12世紀）の記述として、かなつぶてなる盗賊が、礫によって人々から略奪を行い、捕らえられて処刑された記録がある。

## 松明丸

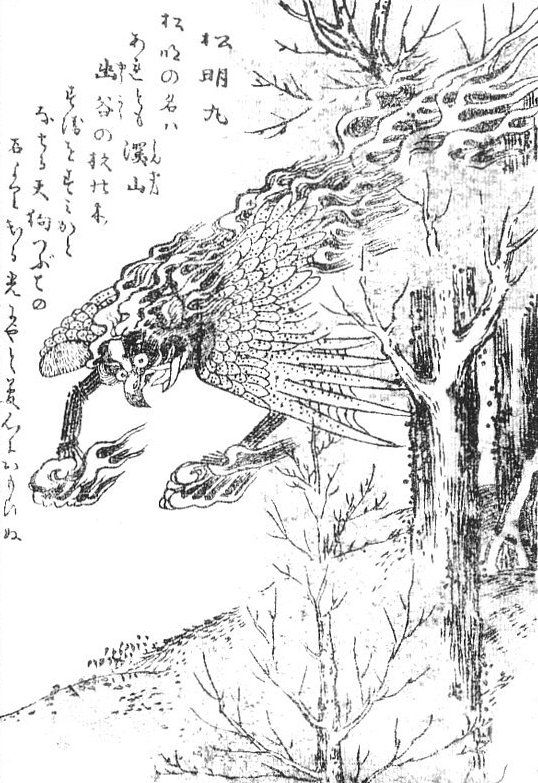
鳥山石燕『百器徒然袋』より「松明丸」

松明丸（たいまつまる）は、鳥山石燕の『百器徒然袋』にある妖怪。火を携えた猛禽類のような鳥として描かれている。『百器徒然袋』の解説によれば、天狗礫が発する光で、深い山の森の中に現れるとされる。暗闇を照らす火ではなく、仏道修行を妨げる妖怪とされる。